# هيديكازو تاناكا
هيديكازو تاناكا (田中秀和 تاناكا هيديكازو) هو ملحن ياباني ولد في 4 يونيو 1987.

## أعماله في الدراما اليابانية
- ملاك النقود (ضمن MONACA)

## أعماله في الأنمي

### مسلسلات أنمي تلفزيونية
- آيدولماستر سندريلا جيرلز
- ووركينغ'!! (ضمن MONACA)
- ووركينغ!!! (ضمن MONACA)
- إزحفي يا نياركو-سان (ضمن MONACA)
- إزحفي يا نياركو-سان W (ضمن MONACA)
- أيكاتسو! (ضمن MONACA)
- ويك أب, جيرلز! (ضمن MONACA)
- فتيات كرة الطاولة المشتعلات (بالتعاون مع كونيوكي تاكاهاشي وكييتشي هيروكاوا)
- آن هابي (ضمن MONACA)

### أنمي الإنترنت
- ويك أب، جيرلزوو! (ضمن MONACA)

### أفلام انمي
- ويك أب، جيرلز!: ظل الشباب (ضمن MONACA)

## أعماله في ألعاب الفيديو
- أوبرا المحققين ميلكي هولمز (ضمن MONACA)

## وصلات خارجية
- هيديكازو تاناكا على موقع IMDb (الإنجليزية)
- هيديكازو تاناكا على موقع ميوزك برينز (الإنجليزية)
- هيديكازو تاناكا على موقع ديسكوغز (الإنجليزية)
- هيديكازو تاناكا على موقع قاعدة بيانات الفيلم (الإنجليزية)
- هيديكازو تاناكا على موقع ANN person (الإنجليزية)

- صفحة IMDb